# Sylwester (Zwariowane melodie)
Kot Sylwester – postać fikcyjna, antropomorficzny kot, bohater ponad 90 odcinków Zwariowanych melodii, kreskówek tworzonych w latach 1945–1966. Tematyką większości odcinków z jego udziałem były gonitwy za ptaszkiem Tweetym lub Speedym Gonzalesem. Imię „Sylwester” (ang. Sylvester) pochodzi od łacińskiej nazwy gatunkowej żbika (silvestris, łac. las). Sylwester zadebiutował w kreskówce Friza Frelenga Życie lekkie jak piórko (1945). W innym filmie Frelenga, Łakomy kąsek (1946), po raz pierwszy wystąpił razem z Tweetym, zaś w wyreżyserowanym przez Chucka Jonesa Przestraszyć kota (1948) z Prosiakiem Porkym.
Charakterystyczną cechą Sylwestra jest jego wada wymowy. Jego głos był wzorowany na głosie Kaczora Daffy’ego (który miał być z kolei zainspirowany przez głos producenta Leona Schlesingera). Dubbingujący kota Mel Blanc twierdził, iż głos Sylwestra jest podobny do jego własnego. Później dubbingował go Joe Alaskey, a w polskiej wersji dubbingowej głosu użycza mu Włodzimierz Press.
Sylwester jest dumnym kotem i nigdy się nie poddaje. Mimo tego przeważnie znajduje się on po przegranej stronie w starciach z oponentami. Jego postać jest oparta na Kojocie Wilusiu, przy czym Sylwester poluje na myszy lub drobne ptaki (obie postacie spotkały się w jednym z odcinków, w którym wspólnie polowały na biorących udział w wyścigu Strusia Pędziwiatra i Speedy’ego Gonzalesa). Czasem zdarzało się, że jego postać ukazywana była od innej strony, m.in. gdy wraz z Porkym przebywał w nawiedzonych miejscach (odgrywał wtedy rolę przerażonego kota). Najbardziej rozwinięte role miał w krótkometrażówkach Roberta McKimsona, w których próbował nauczyć łapania myszy swojego syna, Sylwestra Juniora (wtedy funkcję „myszy” pełniło potężne kangurzątko).